# 藤田孝典
藤田孝典（Fujita Takanori，日文：ふじた たかのり，1982年7月19日—），是一名日本的社会福祉士，日本圣学院大学客员准教授。多本著书在中国大陆、台湾出版。
日本茨城县出生。从东京国际大学毕业后，在日本路德学院大学完成了硕士课程 。
2006年10月成立NPO法人“Hot Pot”，2011年5月辞去代表董事职务 。他的继任者宫泽进代表藤田为他的辞职而道歉，因其辞职过于紧迫，以至于未能履行自己的社会责任，辜负了社会所期。 之后，藤田成立了NPO法人“Hot Plus”并担任代表董事至2020年1月。他目前是董事会成员。 
在新冠疫情发生后，藤田经常在社交网络上发表言论与署名活动。

## 著作
- 《下游老人》褚以炜/译，中信出版社（ISBN 9787508670409） ；《下流老人》吳怡文/译，如果出版社（ISBN 9789866006883）
- 《贫困危机》胡建君/译，上海文化出版社（ISBN 9787553520445）
- 《貧困世代》賴芯葳/译，高寶（ISBN 9789863613527） ；《贫困一代》党豪杰/译，新星出版社（ISBN 9787513350471）
- 《續‧下流老人》吳海青/译，如果出版社（ISBN 9789869412698）；（中国大陆）待出版
- 《棄民世代》黃姿頤/译，如果出版社（ISBN 9789860698909）；（中国大陆）待出版